# Witte baars
De witte baars (Morone chrysops) is een zoetwatervis uit de familie moronen (Moronidae). Het is de staatsvis van Oklahoma.
De witte baars wordt aangetroffen in meren verspreid over de Verenigde Staten. Hij heeft een zwarte rug met witte flanken en buik en met smalle donkere streppen die over de horizontaal over de flanken lopen. 
De vis is wordt ongeveer 25 tot 38 centimeter in lengte en weegt gewoonlijk van 0,5 tot 2 kg, hoewel ook grotere exemplaren zijn gevangen.
De vissen leven in scholen. De zandbaars is een populaire vis in de hengelsport en de gebakken filet van de vis staat erom bekend zeer smakelijk te zijn. 
1. ↑  (en) Witte baars op de IUCN Red List of Threatened Species.